# Kurt Oette
Kurt Franz Maria Oette (* 29. März 1927 in Köln; † 9. November 2022 ebenda) war ein deutscher Mediziner und Hochschullehrer.

## Leben
Kurt Oette studierte Medizin und wurde 1958 an der Freien Universität Berlin mit einer Arbeit über Papierchromatographische Untersuchungen zur Verdauung von Kuhmilch im Säuglingsmagen promoviert. Von 1971 bis 1994 leitete er als Direktor das Institut für Klinische Chemie an der Universität Köln. Sein Arbeitsgebiet waren insbesondere labormedizinische Untersuchungen zum Lipidstoffwechsel.
Oette starb 2022 im Alter von 95 Jahren und wurde auf dem Kölner Melaten-Friedhof beigesetzt.

## Ehrungen
- 1972: Heinrich-Wieland-Preis

## Publikationen (Auswahl)
- Publikationen von Kurt Oette in der Deutschen Nationalbibliothek
- Publikationen von Kurt Oette in PubMed
- Publikationen bei Google Scholar